# Resolutie 1132 Veiligheidsraad Verenigde Naties
Resolutie 1132 van de Veiligheidsraad van de Verenigde Naties werd unaniem door de VN-Veiligheidsraad aangenomen op 8 oktober 1997.

## Achtergrond
In Sierra Leone waren al jarenlang etnische spanningen tussen verschillende bevolkingsgroepen. In 1978 werd het een eenpartijstaat met een regering die gekenmerkt werd door corruptie en wanbeheer van onder meer de belangrijke diamantmijnen. Intussen was in buurland Liberia al een bloedige burgeroorlog aan de gang, en in 1991 braken ook in Sierra Leone vijandelijkheden uit. In de volgende jaren kwamen twee junta's aan de macht, waarvan vooral de laatste een schrikbewind voerde. Zij werden eind 1998 met behulp van buitenlandse troepen verjaagd, maar begonnen begin 1999 een bloedige terreurcampagne. Pas in 2002 legden ze de wapens neer.

## Inhoud

### Waarnemingen
Eerder had de voorzitter van de Veiligheidsraad de staatsgreep in Sierra Leone veroordeeld. Ook had de ECOWAS de militaire junta al sancties opgelegd. Er was het Akkoord van Abidjan dat kon dienen als basis voor vrede, stabiliteit en verzoening. Doch leek de junta niet geneigd de democratische regering en de grondwet in ere te herstellen.

### Handelingen
De Veiligheidsraad eiste dat de junta de macht terug overdroeg op de democratisch verkozen regering, de grondwet in ere herstelde, het geweld stopte en de levering van hulpgoederen niet belemmerde.
Alle landen moesten leden van de junta en hun familie van hun grondgebied weren en verbieden dat wapens werden verkocht aan Sierra Leone. Er werd een comité opgericht om die sancties te beheren. Ook mochten enkel de democratische regering van Sierra Leone, andere regeringen en VN-agentschappen aardolie invoeren voor humanitaire doeleinden. De ECOWAS werd geautoriseerd om alle schepen naar Sierra Leone te inspecteren en gevraagd elke maand hierover te rapporteren. Binnen de 180 dagen zou de Veiligheidsraad de maatregelen en enige door de junta genomen stappen nader bekijken. Het was de bedoeling de maatregelen te beëindigen als aan de eerder genoemde eisen werd voldaan.

## Verwante resoluties
- Resolutie 1156 Veiligheidsraad Verenigde Naties (1998)
- Resolutie 1162 Veiligheidsraad Verenigde Naties (1998)

Lijst ·  1093 ·  1094 ·  1095 ·  1096 ·  1097 ·  1098 ·  1099 ·  1100 ·  1101 ·  1102 ·  1103 ·  1104 ·  1105 ·  1106 ·  1107 ·  1108 ·  1109 ·  1110 ·  1111 ·  1112 ·  1113 ·  1114 ·  1115 ·  1116 ·  1117 ·  1118 ·  1119 ·  1120 ·  1121 ·  1122 ·  1123 ·  1124 ·  1125 ·  1126 ·  1127 ·  1128 ·  1129 ·  1130 ·  1131 ·  1132 ·  1133 ·  1134 ·  1135 ·  1136 ·  1137 ·  1138 ·  1139 ·  1140 ·  1141 ·  1142 ·  1143 ·  1144 ·  1145 ·  1146